# Dick Randall
Dick Randall, noto anche con lo pseudonimo di Irving Reuben e Robert H. Oliver (Coventry, 3 marzo 1926 – Londra, 14 maggio 1996), è stato un produttore cinematografico e sceneggiatore statunitense noto per il suo coinvolgimento nella produzione di film di exploitation in Italia, Hong Kong, Spagna, Filippine e Inghilterra, realizzando film di una vasta gamma di generi come documentari Mondo movie, erotici, gialli, arti marziali e slasher.

## Biografia
Esordì come autore negli anni cinquanta scrivendo gag per il comico Milton Berle; nel 1959 produsse il suo primo film, un documentario narrato da George Jessel sull'Esposizione mondiale del 1958. Prodotto poi, ma senza successo, due spettacoli di Broadway e poi si trasferì in Italia dove si specializzò nella produzione e distribuzione di film a basso budget di vario genere come L'amore primitivo (1964), La ballata del piacere (1968), Quante volte... quella notte (1971), Casa d'appuntamento (1972) e La casa della paura (1974) usando spesso pseudonimi come Robert H. Oliver e Claudio Rainis. Trascorse gli anni settanta e i primi anni ottanta principalmente tra Roma, Londra e Hong Kong dove si fece un nome nell'industria cinematografica anche per la sua capacità di reperire fondi per il finanziamento dei suoi film e producendo una vasta gamma di film di generi molto diversi, inclusa la pornografia (Gola profonda nera, 1976, con Ajita Wilson), blacksploitation come Gli amici del drago (1978), di genere carcerario come Le evase - Storie di sesso e di violenze (1978), bruceploitation come Bruce Lee - Il volto della vendetta (1980) e slasher come Pieces (1982); produsse anche molti mockbuster come Supersonic Man (1979), For Your Height Only (1981), Safari senza ritorno (1982) e Visitors - I nuovi extraterrestri (1983). Sebbene abbia spesso scritto e recitato nei suoi film, l'unica sua regia accreditata è il film horror gotico Terror! Il castello delle donne maledette  (1974). Nel 1981 si stabilì definitivamente a Londra, dove continuò a lavorare, producendo Non aprite prima di Natale! (1984, diretto dal suo collaboratore di lunga data Edmund Purdom), il documentario Don't Scream: It's Only a Movie! (1985) e Jolly Killer (1986).

## Filmografia

### Produzione
- Lust for the Sun, regia di Werner Kunz (documentario, 1961)
- Shangri-La (1961)
- Around the World with Nothing On, regia di Arthur Knight (1963)
- Il mondo di notte numero 3, regia di Gianni Proia (documentario, 1963) - produttore esecutivo
- Le calde notti di Parigi, regia di José Bénazéraf (documentario, 1963)
- My Bare Lady, regia di Arthur Knight (1963) - produttore esecutivo
- The Sound of Laughter, regia di John O'Shaughnessy (documentario, 1963)
- Il pelo nel mondo, regia di Antonio Margheriti e Marco Vicario (documentario, 1964)
- L'amore primitivo, regia di Luigi Scattini (1964)
- Cottonpickin' Chickenpickers, regia di Larry E. Jackson (1967)
- Eva, la Venere selvaggia, regia di Roberto Mauri (1968) - non accreditato
- La ballata del piacere, regia di Charles W. Broun Jr., Joel Holt r Arthur Knight (documentario, 1968)
- L'uomo dal pennello d'oro, regia di Franz Marischka (1969) - accreditato come Claudio Rainis
- Playgirl 70, regia di Federico Chentrens (1969)
- Lo strangolatore di Vienna, regia di Guido Zurli (1971)
- Quante volte... quella notte, regia di Mario Bava (1971) - accreditato come Claudio Rainis
- Casa d'appuntamento, regia di Ferdinando Merighi (1972)
- L'amante del demonio, regia di Paolo Lombardo (1972)
- Diao shou guai zhao, regia di Mu Chu e Hai-Feng Wei (1973) co-produttore della versione inglese
- Più forte sorelle regia di Mario Bianchi (1973) - accreditato come Claudio Rainis
- Se mi arrabbio spacco tutto, regia di George Obadiah (1973)
- La casa della paura regia di William Rose e Robert H. Oliver (1974)
- Terror! Il castello delle donne maledette (1974) - anche regista, accreditato come Robert H. Oliver
- Africa erotica (The Erotic Adventures of Robinson Crusoe) regia di Ken Dixon e Fabio Piccioni (1975)
- La ragazzina parigina, regia di Jean Luret (1975) - produttore esecutivo
- Quante volte... quella notte, regia di Mario Bava (1976)
- Dimensione giganti, regia di Mircea Drăgan (1977)
- Gola profonda nera, regia di Guido Zurli (1977)
- The Real Bruce Lee, regia di Si-Hyeon Kim e Jim Markovic (documentario, 1977)
- Coccodrillo (Agowa gongpo), regia di Won-se Lee (1978)
- Gli amici del drago, regia di Al Adamson (1978) - produttore esecutivo
- Le evase - Storie di sesso e di violenze, regia di Giovanni Brusadori (1978)
- Proibito erotico, regia di Luigi Batzella e Derek Ford (1978)
- The Yin and the Yang of Mr. Go, regia di Burgess Meredith (1978) - non accreditato
- Coccodrillo (Chorakhe), regia di Sompote Sands (1979)
- Bruce the Super Hero, regia di Bruce Le (1979) - produttore esecutivo
- Supersonic Man, regia di Juan Piquer Simón (1979)
- Bruce Lee - Il volto della vendetta, regia di Joseph Kong (1980)
- Clitò, petalo del sesso, regia di Jean-Marie Pallardy (1980) - produttore esecutivo
- Emmanuelle à Cannes, regia di Jean-Marie Pallardy (1980)
- La sfida del tigre, regia di Bruce Le e Luigi Batzella (1980)
- Pensieri Morbosi, regia di Jacques Orth (1980)
- Pleasure Island, regia di Michel Ricaud (1980)
- For Y'ur Height Only, regia di Eddie Nicart  (1981) - produttore esecutivo non accreditato
- Cambogia Express, regia di Lek Kitaparaporn (1982)
- History of the Erotic Cinema (1982) - anche regia
- La belva dalla calda pelle, regia di Bruno Fontana (1982) - non accreditato
- Pieces (Mil gritos tiene la noche), regia di Juan Piquer Simón (1982)
- Safari senza ritorno, regia di Alan Birkinshaw (1982)
- Shuang bei, regia di Chia Chun Wu (1982)
- La casa delle orchidee, regia di Derek Ford (1983) - produttore esecutivo
- Visitors - I nuovi extraterrestri, regia di Juan Piquer Simón (1983) - produttore esecutivo
- Non aprite prima di Natale! (Don't Open Till Christmas), regia di Edmund Purdom (1984)
- Don't Scream: It's Only a Movie!, regia di Ray Selfe (documentario, 1985) - co-produttore
- Space Warriors 2000, regia di Marc Smith e Sompote Sands (film TV, 1985) - produttore esecutivo
- Jolly Killer (Slaughter High), regia di George Dugdale, Mark Ezra e Peter Mackenzie Litten (1985)
- The Urge to Kill, regia di Derek Ford (1989)
- Living Doll, regia di George Dugdale e Peter Mackenzie Litten (1990)
- Power Force, regia di Godfrey Ho (produttore esecutivo) (1991) - produttore esecutivo

### Regia
- Terror! Il castello delle donne maledette (1974)
- History of the Erotic Cinema (1982)

### Sceneggiatura
- History of the Erotic Cinema (1982)
- Safari senza ritorno, regia di Alan Birkinshaw (1982)
- Pieces (Mil gritos tiene la noche), regia di Juan Piquer Simón (1982)
- Proibito erotico, regia di Luigi Batzella e Derek Ford (1978)
- The Real Bruce Lee, regia di Si-Hyeon Kim e Jim Markovic (documentario, 1977)
- Africa erotica (The Erotic Adventures of Robinson Crusoe) regia di Ken Dixon e Fabio Piccioni (1975)
- La ragazzina parigina, regia di Jean Luret (1975)
- Casa d'appuntamento, regia di Ferdinando Merighi (1972) - non accreditato
- La figlia di Frankenstein, regia di Mel Welles e Aureliano Luppi (1971)
- Lo strangolatore di Vienna, regia di Guido Zurli (1971)
- Playgirl 70, regia di Federico Chentrens (1969) - accreditato come Bob Oliver
- L'uomo dal pennello d'oro, regia di Franz Marischka (1969) - accreditato come Claudio Rainis